# Resolució 2038 del Consell de Seguretat de les Nacions Unides
La Resolució 2038 del Consell de Seguretat de les Nacions Unides fou adoptada per unanimitat el 29 de febrer de 2012. Recordant la Resolució 1966 (2010) i en virtut del paràgraf 4 de l'article 14 de l'Estatut del Mecanisme per Tribunals Penals Internacionals, el Consell ha decidit nomenar el gambià Hassan Bubacar Jallow, fins aleshores fiscal del Tribunal Penal Internacional per a Ruanda (TPIR) com a fiscal del Mecanisme Residual per a Tribunals Penals Internacionals per un període de quatre anys. Aquest organisme substituirà tant el Tribunal Penal Internacional per a Ruanda com el Tribunal Penal Internacional per a l'antiga Iugoslàvia quan acabin els seus mandats.